# مراجعة أكسفورد الأدبية
مراجعة أكسفورد الأدبية، هي مجلة أكاديمية للنظرية الأدبية. تأسست المجلة في أواخر السبعينيات من قبل إيان ماكليود وآن وردزورث وروبرت جيه سي يونغ، وتنشر مقالات عن تاريخ وتطور التفكير التفكيكي في الحياة الفكرية والثقافية والسياسية. نشرت مجلة Oxford Literary Review عملاً جديدًا لجاك دريدا، وموريس بلانشو، ورولان بارت، وميشيل فوكو، وفيليب لاكو لابارث، وجان لوك نانسي، وهيلين سيكسوس، وتواصل نشر أعمال جديدة في تقليد وروح التفكيك.
تم نشر المجلة في الأصل بشكل محدد (أي ثلاث مرات في السنة)، ثم مرتين في السنة، على الرغم من أنها ظهرت لبعض السنوات على أنها «عدد مزدوج» كمنشور سنوي. تُنشر الآن مجلة Oxford Literary Review مرتين سنويًا عن طريق مطبعة جامعة إدنبرة في شهري يوليو وديسمبر. تتناوب القضايا الخاصة حول موضوعات محددة مع القضايا العامة التي تتضمن مقال من تخصصات فكرية متنوعة حول قضايا وكتاب ينتمون إلى عمل التفكير التفكيكي أو يشاركون فيه (مثل مارتن هايدجر، موريس بلانشو، إيمانويل ليفيناس، ولوس إيريجاراي ).

## المحررين
- جيفري بينينجتون، جامعة إيموري
- تيموثي كلارك، جامعة دورهام
- بيجي كاموف، جامعة جنوب كاليفورنيا
- مايكل ناس، جامعة دي بول ، شيكاغو
- نيكولاس رويل، جامعة ساسكس
- سارة وود ، جامعة كنت

## روابط خارجية
- الموقع الرسمي